# Semophylax
Semophylax is een geslacht van vlinders van de familie tastermotten (Gelechiidae).

## Soorten
- S. apicepuncta (Busck, 1911)
- S. verecundum (Omelko, 1988)